# Obešanje Sigismundovega zvona v stolničnem stolpu leta 1521 v Krakovu
Zawieszenie dzwonu Zygmunta (polj. Zawieszenie dzwonu Zygmunta na wieży katedry w roku 1521 w Krakowie, slovensko Obešanje Sigismundovega zvona v stolničnem stolpu leta 1521 v Krakovu)  je slika Jana Matejka, dokončana leta 1874. Prikazuje postavitev Sigismundovega zvona v Vavelski stolnici v Krakovu leta 1521. Zvon je bil postavljen v Sigismundovem stolpu in prvič zazvonil 13. julija 1521. Zvon velja za enega od državnih simbolov Poljske. Ta slika je ena izmed številnih Matejkovih zgodovinskih slik. Prikazuje množico ljudi s številnimi prepoznavnimi osebnostmi zgodovinskega pomena. Prinaša zlato dobo poljske renesanse in moč Kraljevine Poljske.
Obstaja več alternativnih imen za sliko. Vključujejo Posvetitev Sigismundovega zvona ... (Poświęcenie dzwonu Zygmunta ...), kot je predlagal Mieczysław Treter, Dvig Sigismundovega zvona ..., Zvon kralja Sigismunda oz. samo Sigismundov zvon (Dzwon Zygmunta).

## Zgodovina
Slika Sigismundov zvon je nastala leta 1874. Med svojim delom je Matejko naročil obrtnikom, da ustvarijo kopijo odra, s katerim so premikali zvon in določil njegovo verjetno prvotno lokacijo, da bi lahko prikazal realno stanje.
S to sliko so povezane številne anekdote. Matejko je družino uporabil za modele in verjetno slika vsebuje skoraj vse člane njegove družine. Sodobniki so sliko dobro sprejeli, Stanisław Tarnowski pa je leta 1875 objavil obsežen in pozitiven pregled v Przegląd Polski. Slika je bila razstavljeno v Parizu leta 1875 in je verjetno pripomogla k Matejkovemu priznanju s strani francoske Académie; tri leta kasneje je bila med Svetovno razstavo (1878) tam ponovno razstavljena, in (skupaj z dvema slikama – Unia lubelska (Lublinska zveza) in Wacław Wilczek) so mu podelili častno zlato medaljo.
Slika je v zbirki Varšavskega narodnega muzeja.

## Kompozicija in pomen
Matejka je globoko zanimalo obdobje renesanse na Poljskem in ta slika je ena izmed številnih zgodovinskih slik, ki jih je postavil v tistem obdobju. Sestava je zelo barvita, a hkrati realistična. Prinaša zlato dobo poljske renesanse in moč sodobne Kraljevine Poljske, tako njene elite kot navadnih ljudi. Leva stran slike je osredotočena na bogastvo in slavo dobe, desna pa na trdo delo navadnih ljudi, ki so to veličino omogočili. Čeprav je slika običajno znana kot Obešanje Sigismundovega zvona .., dejansko ne prikazuje trenutka obešanja, temveč trenutek izstopa zvona iz kalupa, v katerem je bil ulit.
Slika prikazuje množico z vrsto prepoznavnih osebnosti zgodovinskega pomena. Na levi je kraljevi dvor, vendar je mogoče prepoznati le kralja Sigismunda I., njegovo družino (vključno s kraljico Bono Sforzo) in dvornega norca Stańczyka.  Sigismund, pokrovitelj Sigismundovega zvona in njegov sin Sigismund II. Avgust sta bila poljska kralja, ki sta navdihnila druga Matejkova dela, med drugim Babinsko republiko (1881) in Ustanovitev Lubranske akademije v Poznanju (1886). Upodobitev Sigismunda I. na sliki Obešanje ... je tista, na kateri ga Matejko kaže s ponosom in spoštovanjem. Med drugimi dvornimi figurami so še bankir Jan Boner, trgovec in uradnik Seweryn Bethman ter kastelan in vojvoda Stanisław Kmita. Na sliki je prikazan tudi škof Jan Chojeński, ki je zvon posvetil, v bližini pa je kanonik Grzegorz Lubrański.
Zunaj dvora je nad zvonom viden mojster ustanovitelja zvona Hans Beham. Med njim in dvorom sta dve temno oblečeni figuri. To sta arhitekt Vavla Bartolommeo Berrecci in glasbenik Valentin Bakfark, ki je po legendi vrgel vrvico s svojega instrumenta v stopljeni bron (v resnici je na Poljsko prispel dve desetletji po odlitju zvona). V ozadju se vidi grad Vavel.
Kot je pogosto počel, je Matejko vključeval ljudi, za katere se mu je zdelo, da so pomembni za to dobo, vendar niso mogli biti prisotni na prizorišču, kot je bil sin Sigismunda I, Sigismund II. Leta 1885 je Matejko naslikal nadaljevanko, podobno sliko Zygmunt I słuchający Dzwonu Zygmunta (Sigismund I. posluša Sigismundov zvon), v kateri je prikazal starejšega Sigismunda in Stańczyka, ki razmišljata o minevanju njune dobe.